# Pinós (kommun i Spanien, Katalonien, Província de Lleida, lat 41,83, long 1,54)
Pinós är en kommun i Spanien.   Den ligger i provinsen Província de Lleida och regionen Katalonien, i den östra delen av landet, 500 km öster om huvudstaden Madrid. Antalet invånare är 302. Arean är 104 kvadratkilometer. Pinós gränsar till Riner, Cardona, Sant Mateu de Bages, La Molsosa, Calonge de Segarra, Torà de Riubregós, Llobera och Navàs. 
Terrängen i Pinós är kuperad österut, men västerut är den platt.